# Záříčí
Záříčí je obec v okrese Kroměříž ve Zlínském kraji. Leží deset kilometrů severně od Kroměříže. Žije zde 738 obyvatel.

## Název
Název obce vychází z její polohy. Záříčí, tedy za řekami. Jeho podoba se v průběhu staletí měnila, alespoň o tom svědčí zápisy názvu obce v historických pramenech. Zarsiecz (1261), Zarzycziczye (1406), Zarzieczie (1512), Zarzieczij (1525), Zaržiczy (1615), Zaržicz (1718), Zahritz (1872), Zařičí (1872), Záříčí (1893).
V běžné mluvě se výslovnost názvu obce zkracuje do podoby „Zářičí“ a též označení občana obce „zářičák“.[zdroj⁠?!]

## Historie
První písemná zmínka o obci pochází z roku 1261, není známo zda celou nebo jen část vsi daroval zakladatel kláštera ve Vizovicích Smil ze Střílek nově založenému cisterciáckému klášteru u Vizovic. Záříčí bylo připojeno k biskupským statkům roku 1614. Po třicetileté válce byl polovina obce pustá, další pohroma přišla roku 1867, kdy obec vyhořela a musela být postupně dostavována. Dotkly se jí také povodně roku 1997.

### Povodně
Z obecních kronik je patrné, že povodně provázeli Záříčí v průběhu celých staletí. Tento fakt je dán nejen jejich polohou poblíž řek, ale též rovinatostí okolní krajiny, která při rozlití vody neumožní rychlé odtečení pryč. Povodně s sebou přinášely skázu nejenom zaplavením příbytků, ale mnohdy hlavně zničením úrody, která je v této zemědělské oblasti nezbytná pro přežití. Povodně byly problémem nejen samotné obce Záříčí, ale i mnoha okolních. Výsledkem byla výstavba hrází v okolí místy výšky až 2,5 m. Kdysi za veliké povodně, když voda vytékala až do obce a ohrožovala i příbytky, prokopali Zářičtí proti vůli velkostatku hráze Hejtmana, spouštěného to rybníku mezi Chropyní a Záříčím, načež voda rychle vytekla a zaplavila všecky pozemky směrem k Chropyni a také Chropyň samu až ke kostelu. Dle pověsti byli všichni, kteří hráze prokopali, přimknuti panským areštem na zámku kroměřížském.
Poslední velká povodeň uváděná ve starých kronikách se udála v roce 1894. To platilo až do roku 1997, kdy přišla prozatím poslední a zároveň největší povodeň 20. století. Tato povodeň zaplavením poškodila 109 domů a k demolici jich odsoudila 18. Výška hladiny vody v nejnižším místě obce, u čerpací stanice, tehdy činila 2,2 m. Celkově napáchala v obci škody ve výši přibližně 26 milionů Kč.

## Urbanismus
Záříčí bývalo typickou hanáckou dědinou, původně vystavěnou v jediné široké ulici, s návsí se zvonicí uprostřed a s hradbou stodol v humnech. Nejstarší skupina domů však nebyla na návsi, ale u staré kovárny č. 65. Jednotlivé grunty podél hlavní ulice na sebe řadově navazují a jejich vnitřní uspořádání je prakticky totožné, jak lze dovodit z map stabilního katastru. Obytná část domů směrem do ulice je jednopodlažní s užitkovou a skladovací půdou. Na uliční fasádě každého takového objektu nesmí chybět vrata, kterými se nejčastěji přes průjezd dostaneme na dvůr. Směrem do dvora k obytné budově přiléhají hospodářská stavení s chlévy pro domácí chov zvířectva. Na dvoře v blízkosti chlévů nesmí chybět hnojiště. Na dvorní část navazuje zahrada, která je za humny zakončena průjezdnou stodolou.

## Přírodní poměry

### Geomorfologie
Záříčí se nachází v oblasti Hornomoravského úvalu. To předurčuje složení podloží jako nezpevněný sediment (převážně písčitý a štěrkovitý). Zdejší terén je rovinatý s průměrnou nadmořskou výškou 196 m n. m. Radonový index geologického podloží je 1, tedy nízký.

## Obyvatelstvo

### Struktura
Vývoj počtu obyvatel za celou obec i za jeho jednotlivé části uvádí tabulka níže, ve které se zobrazuje i příslušnost jednotlivých částí k obci či následné odtržení.
| Místní části   | Místní části | 1869 | 1880 | 1890 | 1900 | 1910 | 1921 | 1930 | 1950 | 1961 | 1970 | 1980 | 1991 | 2001 | 2011 | 2021 |
| -------------- | ------------ | ---- | ---- | ---- | ---- | ---- | ---- | ---- | ---- | ---- | ---- | ---- | ---- | ---- | ---- | ---- |
| Počet obyvatel | část Záříčí  | 539  | 718  | 792  | 761  | 801  | 861  | 883  | 812  | 886  | 863  | 781  | 660  | 742  | 746  | 684  |
| Počet domů     | část Záříčí  | 69   | 116  | 126  | 131  | 135  | 137  | 172  | 199  | 210  | 216  | 212  | 238  | 254  | 257  | 273  |

## Obecní správa

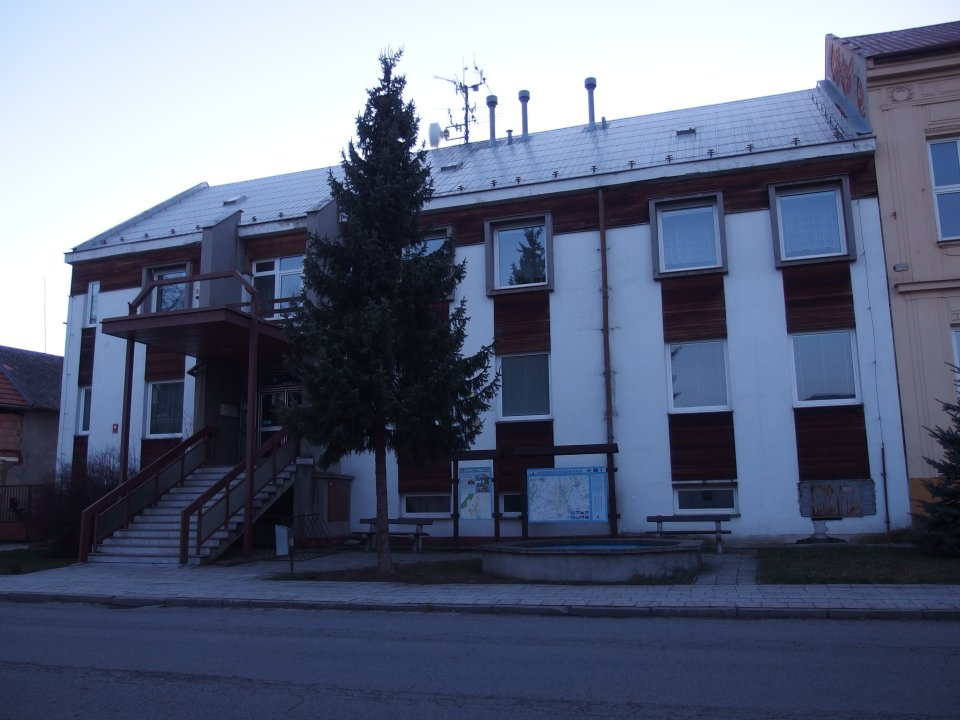
Budova obecního úřadu

Obecní zastupitelstvo má 11 členů zvolených z kandidátů tří politických uskupení. Pracovníky obecního úřadu jsou starosta obce, místostarosta a účetní obce.

### Obecní symboly
Znak a vlajka byly obci uděleny rozhodnutím předsedy Poslanecké sněmovny Parlamentu České republiky dne 22. ledna 2001. Znakem obce Záříčí je v modrém poli zlatá ryba obtáčející stříbrný mlýnský kámen s červenou kypřicí. Praporem obce je modrý list uprostřed se žlutou rybou obtáčející bílý mlýnský kámen s červenou kypřicí. Poměr šířky k délce listu je 2:3.

## Technická infrastruktura
Záříčí nemá vlastní čistírnu odpadních vod a splašky jsou odváděny do ČOV v sousední Chropyni. Vzhledem k rovinatosti a minimálním spádům potrubí je na stokové síti před napojením směrem do Chropyně umístěna čerpací stanice vybudovaná v letech 1989–1990. Vodovod byl vybudován v roce 1998.
Obec byla připojena k elektrické síti rozhodnutím zastupitelstva ze dne 10. 7. 1920. Elektrifikovány byly nejprve veřejné budovy a od roku 1921 první domácnosti. V roce 1993 byla síť elektrorozvodů rekonstruována a podstatná část nadzemního vedení byla svedena pod zem. Telefonní připojení zřízeno v obci 22. 5. 1938. Zvukotěsná budka byla nainstalována v hostinci pana Oldřicha Rozsypala čp. 74. Plynovod byl vybudován v roce 2000.

## Doprava
Obcí prochází silnice III. třídy vedoucí na jih do Chropyně a na sever do Troubek, resp. do Vlkoše.

### Autobusová doprava
První autobusové spojení ze Záříčí do Kroměříže bylo zahájeno 1. 4. 1930, provozované panem Kolaříkem z Kroměříže. Pravidelné spojení provozované ČSAD Kroměříž je od roku 1949. V obci se v současné době nachází tři autobusové zastávky:
- Záříčí, Obecní Úřad
- Záříčí, u mostu
- Záříčí Plučisko

Poslední dvě jmenované jsou dostupné pouze vybranými spoji.

## Spolky
V Záříčí dříve působila celá řada spolků a zájmových organizací z nichž velká část zanikla. V roce 1911 to byli hasiči (od roku 1893), čtenářský spolek (od roku 1892), Reiffeisenova záložna (od roku 1900), sdružení venkovské omladiny, spolek parní mlátičky a spolek benzinové mlátičky.> Dále to byl Sokol (od roku 1921), Český svaz chovatelů (od roku 1938), Myslivecké sdružení (o jejichž působení je zmínka v souvislosti s rokem 1890), Rybářský spolek (od roku 1934), Výbor žen, svaz žen (od roku 1949), Svaz české mládeže – SČM, později Český svaz mládeže – ČSM a nakonec Socialistický svaz mládeže – SSM (od roku 1945), pionýrská organizace (od roku 1951), skauti (od roku 1945). V současné době jsou v obci aktivní tyto spolky:
- Myslivecké sdružení
- Sportovní klub Haná
- SDH Záříčí
- Fotbalový klub

## Škola

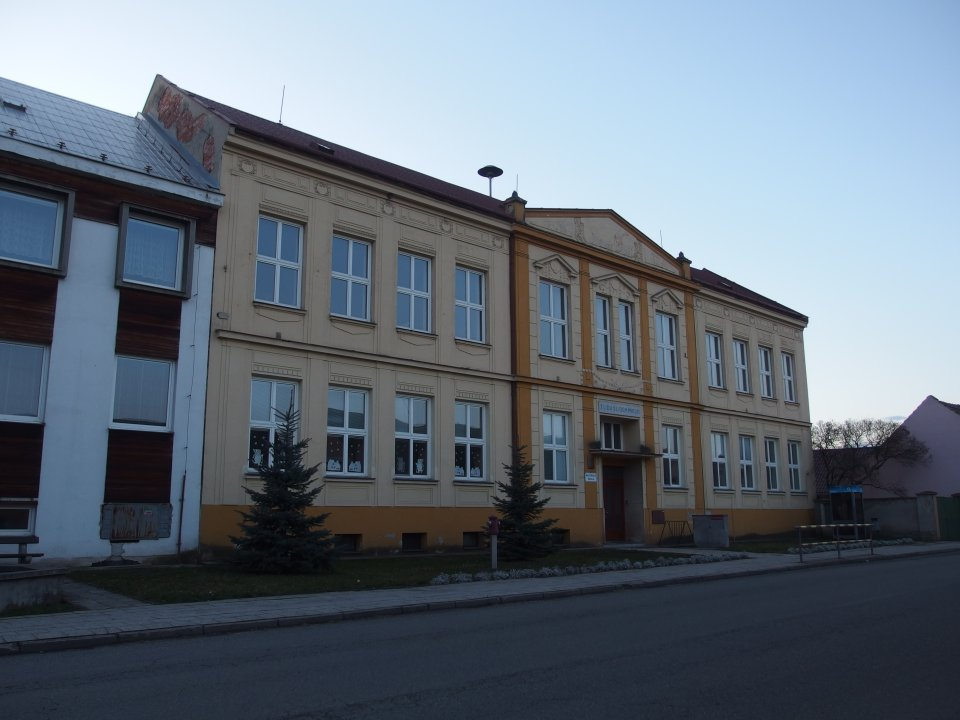
Budova školy

Původně chodili děti do chropyňské školy. Roku 1870 byla vystavěna škola vlastní, dostavěná na podzim roku 1871. Následujícího roku byla otevřena jednotřídka, v níž byla 4. 1. 1872 zahájena výuka. Prvním učitelem byl ze tří uchazečů vybrán Antonín Libosvárský. V té době bylo v Záříčí 102 školou povinných dětí ve věku od 6 do 14 let. V roce 1882 byla škola přístavbou rozšířena na dvojtřídní. Začátkem nového století již ale škola kapacitně nestačila a její rozšíření nebylo technicky proveditelné. Proto byla roku 1910 postavena škola nová a stará sloužila už jen jako učitelský byt. Pro školní rok 1910/11 bylo k docházce zapsáno 167 žáků a škola se stala řádnou trojtřídkou.
V průběhu první světové války docházelo ke slučování tříd a to i vlivem odvedení dvou učitelů. Po válce se však postupně došlo k obnovení předválečného stavu. Ve školním roce 1921/22 se škola rozšířením o další třídu stala fakticky čtyřtřídní, což se stalo od školního roku 1925/26 definitivní. V průběhu druhé světové války došlo v roce 1941 pro nedostatek žáků ke změně školy na trojtřídku. Další redukce učitelského sboru v posledních letech války vedly k dalšímu omezování výuky až od 22. 1. 1945 bylo vyučování ukončeno a žáci si do školy docházeli jen dvakrát týdně pro úkoly. V době války byla k 1. 11. 1940 otevřena v rámci školy škola mateřská, která měla v prvním roce 34 dětí.
Po válce byla výuka na škole obnovena. Pro školní rok 1949/50 byla škola v důsledku neustálého úbytku žáků změněna z trojtřídky na dvoutřídní. Národní škola v Záříčí byla v 50. letech hodnocena jako jedna z nejlepších malotřídek v kroměřížském okrese. Kolísání počtu žáků vedlo opět k postupnému rozšíření školy na trojtřídku v roce 1958 a čtyřtřídku ve školním roce 1967/68. V letech 1972 až 1973 byla na etapy provedena generální oprava vnitřního zařízení školy a vybudována školní jídelna. Od školního roku 1975/76 se škola stala vlivem nízkého počtu žáků opět trojtřídkou, kdy byl 5. postupový ročník převeden do školy v Chropyni. Školní rok 1976/77 se stal posledním rokem ve stopětileté historii základní školy v obci a budova od té doby slouží provozu mateřské školy.

## Pamětihodnosti a křesťanské symboly

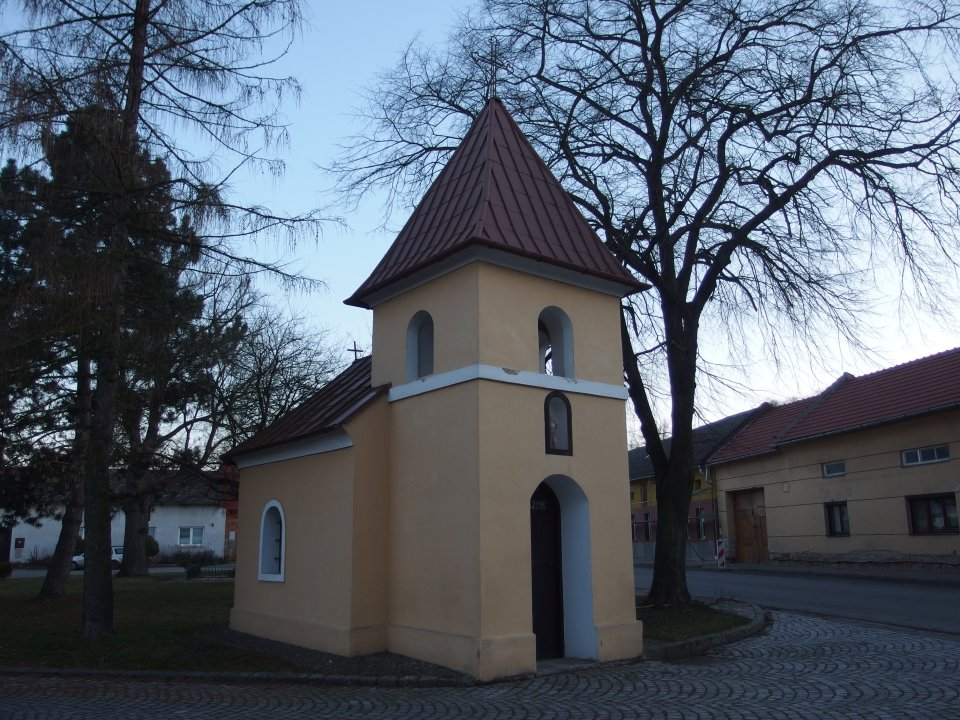
Kaple sv. Floriána na návsi

- Kaple svatého Floriána – Kaple svatého Floriána byla postavena na místě bývalé dřevěné zvonice v roce 1854.[5] Z příspěvku dárkyně byla v roce 1878 postavena věž.[4] V roce 1997 byla kaple poničena povodněmi a po opravě, při které došlo k okopání omítek podmáčeného zdiva, výměně podlah, oltáře, oken i dveří, znovu vysvěcena v roce 1998 P. Františkem Beníčkem. V kapli se konají pouze pobožnosti, příležitostné bohoslužby se slouží zpravidla na návsi za kaplí.[4]
- Socha svatého Františka u hřbitova – Sochu věnovali v roce 1890 manželé Ignác a Františka Rozsypalovi, kteří ještě složili jako nadaci 20 zlatých, z jejichž úroku měla být prováděna údržba sochy a původně stála u domu Kratochvílových. Z důvodu ohrožení zvýšenou frekvencí dopravy rozhodl roku 1979 místní národní výbor o přemístění sochy na bezpečnější místo do parčíku před hřbitov. Socha byla zrekonstruována kameníkem panem Vilémem Snášelem z Chropyně.[4]
- Kříž na hřbitově – Dal manželů Josefa a Marie Rozsypalových z čp. 12. Byl posvěcen při příležitosti svěcení hřbitova 14. 8. 1938. Do základů kříže byla vložena láhev s mincemi tehdejší doby a písemná zpráva.[4]
- Kříž u domu Jáškových – Stával u domu čp. 168 od roku 1912. Věnovali jej Josef, Marie a Anežka Florovi. Kříž stál vedle státní silnice, ale při úpravě vozovky se již dotýkal jejího okraje. V roce 1954 do kříže narazil uvolněný přívěs okolo projíždějícího traktoru. Rozbitý kříž tím zachránil od škody dům paní Marie Jáškové. Kříž byl časem opraven, ale pro jeho bezpečnost byl z rozhodnutí místního národního výboru převezen v roce 1978 na hřbitov.[4]
- Kříž za humny – Stál od roku 1746. Je to nejstarší obecní památka. Byl postaven při cestě, která vedla za drahovskými domky. Kvůli posunutí cesty v roce 1925 musel být kříž přemístěn na nový pozemek, který daroval pan Josef Večerka, rolník z čp. 28. V roce 1979 byl spolu s ostatními církevními symboly přemístěn do parku před hřbitovem.[4]
- Pomník padlým – Postaven 1. 9. 1928 na návsi pod lípou nákladem 16 tisíc Kčs jako projev díků a úcty všem, kterým nebylo dopřáno vrátit se domů z první světové války. V době druhé světové války musel být pomník odstraněn. Byl rozebrán a jeho části byly uloženy do kolny domu čp. 29. Po osvobození v roce 1945 byl pomník znovu postaven s doplněním obětí druhé války.[4][11]

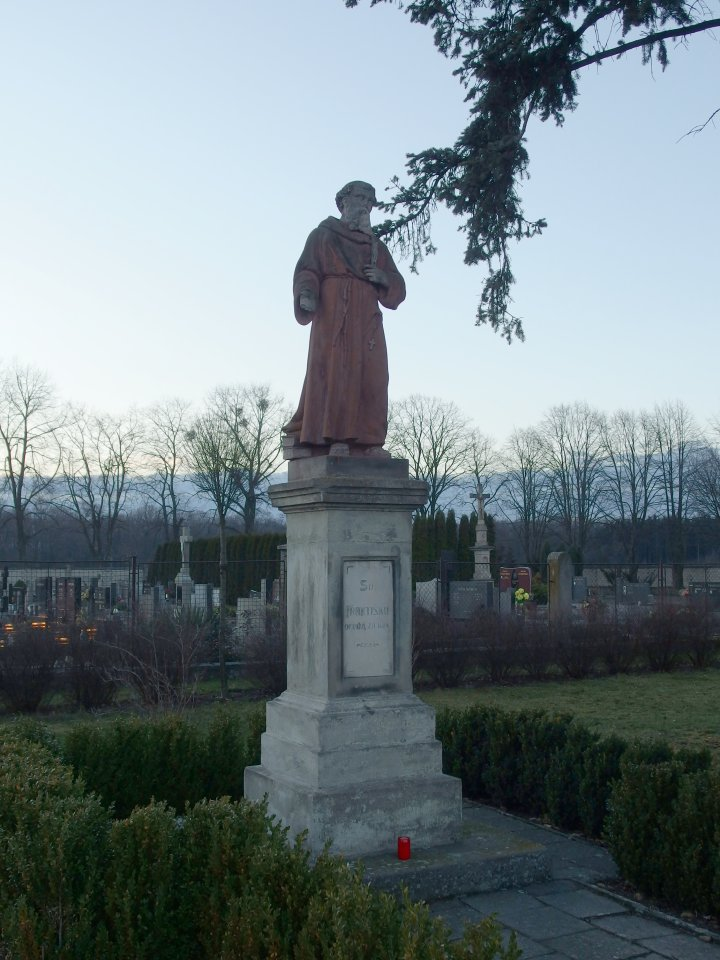
Socha sv. Františka u hřbitova
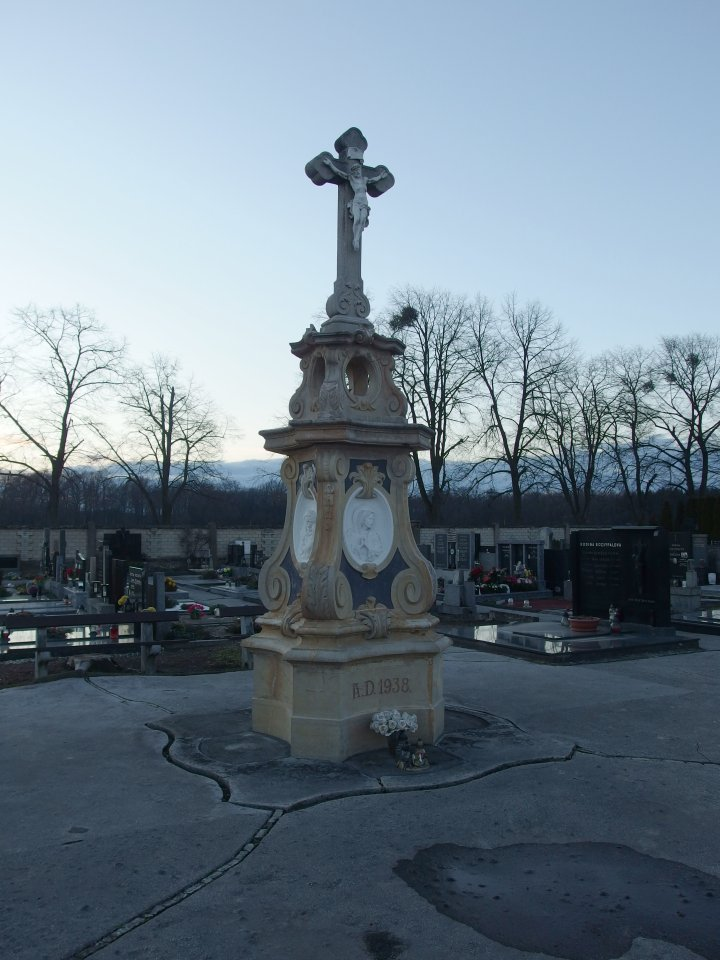
Kříž na hřbitově
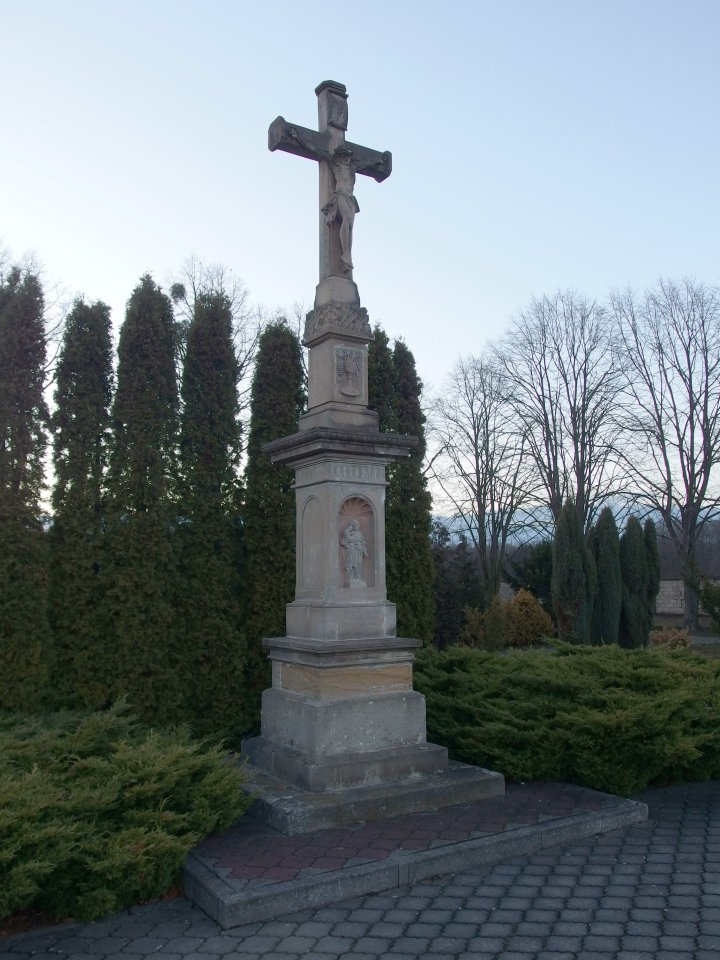
Kříž u domu Jáškových přesunutý na hřbitov
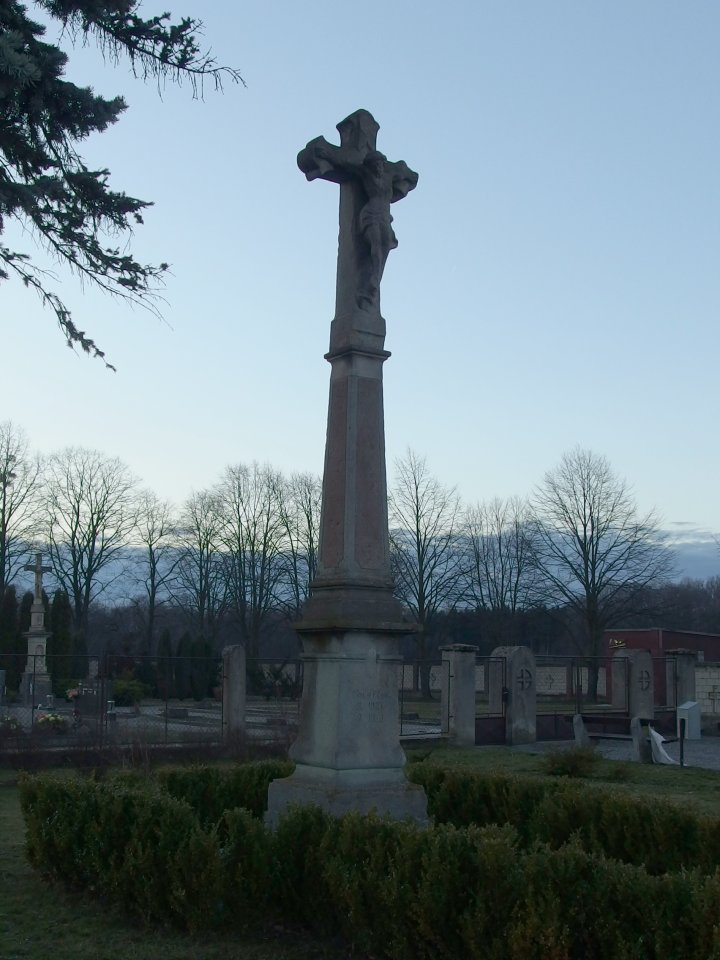
Kříž za humny přesunutý do parku před hřbitovem
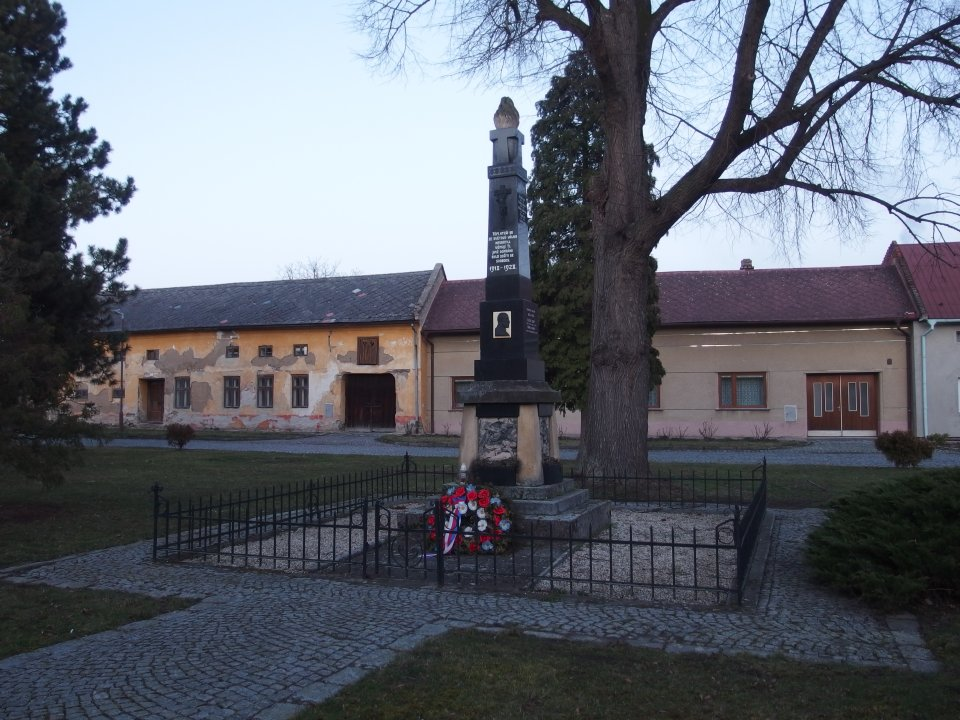
Pomník padlým ve světových válkách

### Farnost
Farou náleží osada od roku 1727 do Chropyně, před tím byla přifařena do Břestu. Stav věřících k 26. 3. 2011:
| Kategorie                                                       | Počet obyvatel |
| --------------------------------------------------------------- | -------------- |
| Počet obyvatel celkem                                           | 746            |
| Bez náboženské víry                                             | 220            |
| Věřící – hlásící se k církvi, náboženské společnosti            | 125            |
| Církev československá husitská                                  | 2              |
| Církev římskokatolická                                          | 110            |
| Věřící – nehlásící se k žádné církvi ani náboženské společnosti | 52             |
| Neuvedeno                                                       | 349            |

### Hřbitov
Do roku 1933 neměla obec vlastní hřbitov, veškeré pohřby se prováděly v Chropyni. Na základě chropyňské pohledávky, že od roku 1917 nemá obec Záříčí zaplacen poplatek 50 tisíc Kč a následného sporu, obec rozhodla o postavení vlastního hřbitova. Hřbitov byl dokončen 14. 8. 1938 a posvěcen konsistorním radou a chropyňským farářem P. Janem Vévodou. Na jaře roku 1939 byla na hřbitov převezena značná část ostatků z Chropyně. V roce 1958 byl hřbitov zaplněn a rozšířen k severní straně.